# ستيفن غولدن
ستيفن غولدن (بالإنجليزية: Stephen Goldin)‏ (28 فبراير 1947، فيلادلفيا في الولايات المتحدة)؛ روائي أمريكي.